# Velika Loka (gmina Grosuplje)
Velika Loka – wieś w Słowenii, w gminie Grosuplje. 1 stycznia 2017 liczyła 277 mieszkańców.